# میشل رینالدی (بازیکن فوتبال، زاده ۱۹۹۱)
میشل رینالدی (انگلیسی: Michele Rinaldi؛ زادهٔ ۲۸ ژوئن ۱۹۹۱) بازیکن فوتبال اهل ایتالیا است.